# Rhinella amboroensis
Rhinella amboroensis es una especie de anfibios de la familia Bufonidae.
Es endémica de las selvas de la serranía de Siberia (Bolivia).
Su hábitat natural incluye montanos secos y ríos.
Está amenazada de extinción.